# Pine Gap (série télévisée)
Pour l’article homonyme, voir Pine Gap.
Pine Gap est une mini-série australienne sortie sur Netflix et diffusée sur ABC en 2018. La série en six parties est écrite et créée par Greg Haddrick et Felicity Packard avec Mat King réalisant les six épisodes. La série est produite par Screentime.

## Synopsis
Pine Gap est un thriller politique international qui se déroule autour du centre de renseignement de défense conjoint australien et américain de Pine Gap, au sud-ouest de la ville d'Alice Springs, dans le Territoire du Nord, en Australie.

## Distribution
- Parker Sawyers (VF : Eilias Changuel) : Gus Thomson, un directeur de mission américain
- Tess Haubrich (VF : Marie-Laure Dougnac) :  Jasmina Delic, un chef d'équipe de renseignement de communication serbo-australienne
- Jacqueline McKenzie (VF : Julie Dumas) : Kath Sinclair, le chef adjoint australien de l'installation
- Steve Toussaint : Ethan James, le chef américain de l'installation
- Stephen Curry (VF : Vincent Ropion) :  Jacob Kitto, un directeur de mission australien détaché du Australian Secret Intelligence Service
- Sachin Joab : Simon Penny, un analyste australien du renseignement sur les communications
- Mark Leonard Winter (VF : Matthieu Albertini) : Moses Dreyfus, un analyste américain du renseignement sur les signaux d'instrumentation étrangère et un solitaire
- Kelton Pell : Dr Paul Dupain, un aîné du peuple Arrernte et médecin
- Madeleine Madden : Immy Dupain, une étudiante en droit militante d'Arrernte et la fille de Paul
- Lewis Fitz-Gerald (VF : Pascal Casanova) :  Rudi Fox, le chef américain des opérations de renseignement
- Edwina Wren (VF : Véronique Soufflet) : Eloise Chambers, une analyste américaine du renseignement par imagerie
- Alice Keohavong (VF : Karine Foviau) : Deborah Vora, une analyste du renseignement électronique australienne laotienne en relation lesbienne
- Jason Chong :  Zhou Lin, un dirigeant de la Chine société minière appartenant à l' État Shonguran
- Simone Kessell (VF : Sandra Valentin) : Belle James, épouse américaine d'Ethan
- Milly Alcock (VF : Clara Quilichini) : Marissa, une habitante d'Alice Springs
- Michael-Anthony Taylor : Will Thompson, le père de Gus

## Réception
Luke Buckmaster de The Guardian a donné à Pine Gap une critique, écrivant que la série était « moins un drame d'espionnage qu'une tentative de guérir l'insomnie ». Il a également critiqué la série pour ce qu'il considérait comme sa mauvaise écriture et son jeu d'acteur insatisfaisant, lui donnant une étoile sur cinq. Helen Razer du Daily Review a également donné à la série télévisée une critique négative, la dénigrant comme « une mauvaise tentative de promouvoir une propagande favorable sur les relations Australie-États-Unis ». Razer a également critiqué ce qu'elle considérait comme l'utilisation symbolique de caractères autochtones.
Pat LaMarco de The Daily Free Press a décrit la série comme une « tentative terne et lente de thriller ». Il a également considéré la sortie de l'émission sur Netflix comme un signe de ce qu'il considérait comme la détérioration de la qualité du contenu de la société de streaming. En revanche, Genevieve Burgess de Pajiba a donné à Pine Gap une critique favorable, le décrivant comme un « thriller d'espionnage pour les gens qui n'aiment pas les thrillers d'espionnage ». Elle a fait l'éloge de la série pour son intrigue de thriller politique réaliste à faibles enjeux et pour avoir défié les tropes d'espionnage conventionnels de Hollywood en explorant les défis quotidiens de ses principaux acteurs.